# Église unie de Suède
L'Église unie de Suède, en suédois : Equmeniakyrkan, est une Église protestante unie en Suède fondée en 2011. Elle a été fondée par la fusion d'Églises luthériennes, réformées, méthodistes et baptistes.

## Histoire
L’Église unie est fondée le 4 juin 2011 par la fusion de l'Église méthodiste unie, l'Union baptiste de Suède, de l'Église Mission Covenant de Suède, une Église luthérienne issue en 1878 de l'Église de Suède  et  indépendante de l’État et d’Églises réformées (calvinistes), notamment l'Église réformée française de Stockholm d'origine huguenote,.
Depuis 2007, les dénominations en processus de rapprochement avaient une organisation de jeunesse commune, Equmenia . L'intention de former la nouvelle dénomination est faite en 2008.
Le premier nom est Église de l'avenir commun, en suédois : Gemensam framtid. Lors du synode de Karlstad le 11 mai 2013, elle prend son nom actuelle, d'Église unie de Suède, Equmeniakyrkan en suédois.

## Organisation
L'Église unie de Suède se compose d'environ 640 congrégations locales dans le pays, pour un total d'environ 59 000 membres. L'église dessert environ 130 000 personnes en 2021[Depuis quand ?].
Lors de la réunion inaugurale en 2011, la présidente est Ann-Sofie Lasell. Elle est remplacée en 2014 par Tomas Bjöersdorff, et en 2017 par Susanne Rodmar. La présidente actuelle, Kerstin Torkelsson Enlund, est élue en 2020.
L'Église unifiante de Suède dirige le University College Stockholm (anciennement l'école de théologie de Stockholm)  et, avec Equmenia, dirige des lycée à Härnösand, Sjövik, Karlskoga, Bromma et Södra. En collaboration avec la mission de l'Alliance suédoise, il dirige l'organisation d'aide Diakonia (sv). L'Église unie de Suède est une organisation membre de l'association d'étude Bilda. Avec un certain nombre d'autres confessions et organisations chrétiennes, il gère l'organisation de travail social à but non lucratif Hela människan (sv).